# Daniel Speer
Daniel Georg Speer (pseudonymy Uherský Simplicissimus, Daniel Rutge) (2. července 1636 Vratislav, Země Koruny české – 5. října 1707 Göppingen, Německo) byl spisovatel, hudební skladatel, interpret a pedagog německého původu, který působil v Uhersku a v Německu.

## Životopis
Jednalo se o jedináčka, pocházel z rodiny kožešníka Georga Speera a jeho manželky Margarety. Když mu bylo devět let, dostal se do sirotčince, neboť oba jeho rodiče zemřeli v roce 1644. Studoval na gymnáziu ve Vratislavi, hudební vzdělání získal v době svého pobytu v Uhersku (Prešov). Žil na dvoře polského šlechtice, později v Kežmarku, Levoči, Sabinove, Bardějově a v Šariši. Jako bubeník se zúčastnil bojů proti Turkům, a v roce 1658 byl zajat. Po propuštění ze zajetí sloužil sedmihradské šlechtě, potom se vrátil do Košic, později odejel do Istanbulu. Od roku 1688 působil jako pomocný kantor na škole v Göppingenu. Tam jej v roce 1689 zbavili místa a odsoudili do vězení za napsání politického letáku, ale na žádost žáků, spolupracovníků a obyvatel města byl nakonec propuštěn.

## Tvorba
Psal cestopisná, autobiografická, naučná a hudební díla. Díky jeho dílu je možné získat ucelený obraz o životě v 17. století, a to nejen v oblasti každodenního života, ale i z politického a hudebního pohledu.

## Dílo
- 1683 Türkischer Vagant
- 1683 Ungarischer oder Dacianischer Simplicissimus, cestopisný román s autobiografickými črtami
- 1685 Recens Fabricatus Labor oder Neugebackene Tafelschnitz
- 1687 Grundrichtiger Unterricht der musikalischen Kunst
- 1688 Hudobný turecký Eulenspiegel (Musikalisch-türkischer Eulenspiegel)
- 1688 Philomela angelicaste